# Massacre de Deir Yassin

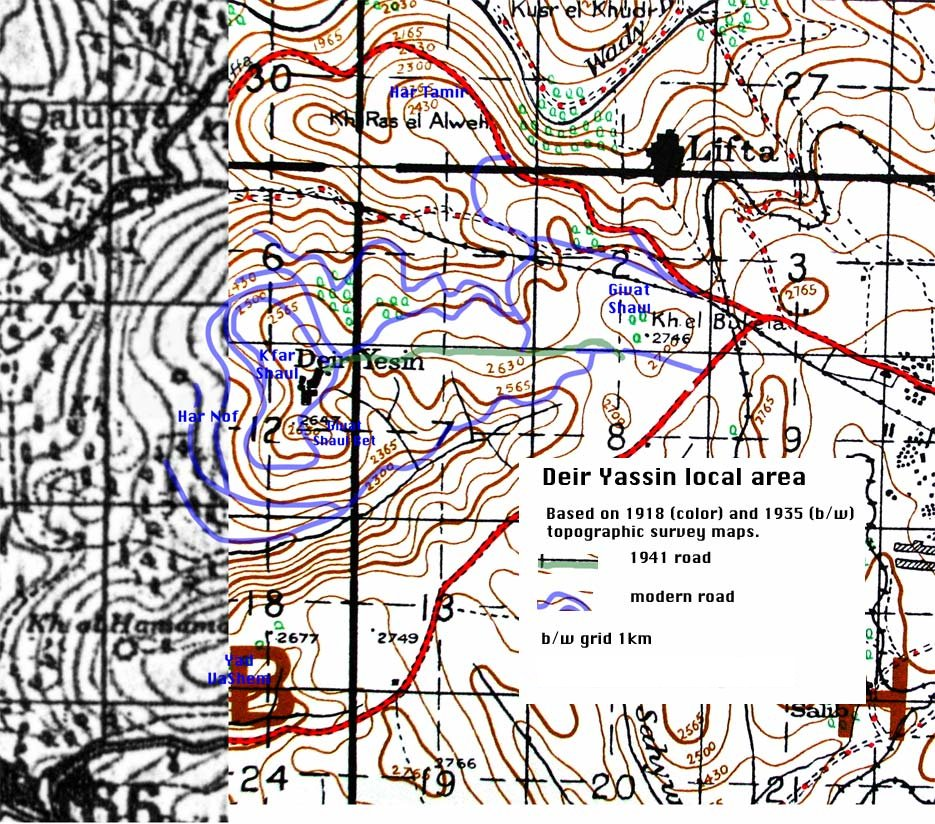
O bairro de Har Nof, na atual Jerusalém, é parcialmente sobre o local da antiga Deir Yassin.

O massacre de Deir Yassin foi um assassinato em massa de civis palestinos desarmados, ocorrida na vila de Deir Yassin (também grafada Dayr Yasin ou Dir Yassin), nas proximidades de Jerusalém, no que então era o Mandato Britânico da Palestina, cometida pelas forças terroristas judaico-sionistas (Irgun e Lehi) entre 9 de abril e 11 de abril de 1948. As estimativas geralmente aceitas pelos estudiosos, calculam a matança de entre 107 e 120 civis palestinos desarmados durante e possivelmente após a invasão armada judaica. Teriam ocorrido enquanto as forças judaico-sionistas conseguiram romper o cerco a Jerusalém, durante a guerra civil que antecedeu o fim do Mandato Britânico da Palestina, em maio.
Relatos contemporâneos de Mordechai Ra'anan, que era um dos oficiais que comandaram desde Jerusalém uma das forças irregulares envolvidas (o Irgun), davam uma estimativa inicial de 254 mortos. O número elevado de vítimas teve um impacto considerável no conflito que já ocorria na região, ao criar pânico e se tornar uma das principais causas do êxodo palestino de 1948.
O massacre foi condenado universalmente à época, inclusive pelo comando do Haganá e da Agência Judaica.

## Cronologia do massacre
O muktar (ou prefeito) de Deir Yassin havia feito um acordo de não-agressão com os judeus dos assentamentos vizinhos e, apoiado nesse acordo, havia negado permissão para que forças árabes usassem a cidade como base. A população da localidade chegou a lutar ao lado dos judeus contra bandos árabes que queriam usar a vila como base militar.
Em abril, comandantes locais dos grupos terroristas Irgun e Lehi (ou Stern Gang) procuraram o comandante da Haganá em Jerusalém, David Shaltiel, desejando tomar parte na operação destinada a abrir um corredor entre Jerusalém e Telavive. Embora receoso, Shaltiel acabou por autorizar o ataque, embora argumentasse que haveria outros motivos mais valiosos do ponto de vista militar. A operação foi chamada de "Unidade", por reunir numa só ação os três setores das forças judaicas — Haganá, Stern e Irgun —, embora a primeira entrasse, a princípio, apenas com apoio "logístico" e armamentos, além de enviar um "observador", o jovem oficial Meir Pa'il. Nos dias seguintes, os líderes dos dois grupos terroristas reuniram-se para planejar o ataque, que visava "quebrar" o moral árabe e criar pânico entre os árabes palestinos. Segundo um comandante da Irgun, a maioria dos comandantes presentes às reuniões "decidiu pela liquidação de todos os homens da aldeia e quaisquer outros que se opuséssem a nós, mesmo que fossem velhos, mulheres ou crianças". 
Na madrugada o dia 9 de abril de 1948, a força de assalto sionista, com 120 homens, aproximou-se da aldeia. Os sentinelas, armados com velhos rifles turcos, alertaram a população, que rapidamente começou a fugir para as aldeias vizinhas, enquanto alguns homens faziam frente aos invasores. No começo, os sionistas fizeram pouco progresso; segundo o observador da Haganá, Meir Pa'il: "Eles conseguiram ocupar apenas a metade oriental da aldeia, não conseguindo ocupar a parte ocidental. Dez ou doze árabes atiravam contra eles usando apenas rifles, não tinham armas automáticas, e seguraram-nos do lado oriental", sem conseguir atingir alvo algum. Mesmo com tão poucos defensores árabes em Deir Yassin, os invasores sionistas tiveram dificuldades em prosseguir a operação, fazendo com que o próprio Pa'il enviasse um mensageiro a uma base próxima da Haganá solicitando reforços. Logo, um pelotão da Palmach (a força elite da Haganá) chegou aldeia, ocupando-a em poucos minutos e sem nenhuma baixa em nenhum dos lados. Com a vitória, o pelotão da Palmach retirou-se, deixando as ações sob responsabilidade dos comandantes terroristas.
O que se seguiu na aldeia foi a mais brutal selvageria, e embora até hoje a literatura sionista e israelense divida-se quanto aos seus motivos e consequências, há unanimidade entre historiadores árabes e ocidentais, e entre observadores de organizações humanitárias, de que o que houve em Deir Yassin foi uma matança deliberada e cruel da população civil com o objetivo de atemorizar os habitantes de toda a região e provocar sua fuga. Anos depois, o jornal judaico-americano Jewish Newsletter relatou:
| “ | Depois que os homens da Haganá se retiraram, membros da Irgun e do Grupo Stern perpetraram as mais revoltantes atrocidades: 254 homens, mulheres e crianças árabes foram massacrados a sangue frio e seus corpos mutilados foram atirados em um poço; mulheres e moças árabes capturadas e trazidas para Jerusalém em caminhões e conduzidas em parada pelas ruas, onde eram humilhadas e cuspidas. No mesmo dia, os irgunistas deram uma entrevista à imprensa na qual disseram que a matança coletiva era uma "vitória" na guerra de conquista da Palestina e da Transjordânia. | ” |

Para completar a ocupação, os terroristas jogavam granadas pelas portas das casas e metralhavam indiscriminadamente a todos os que viessem pela frente. Mulheres tiveram suas barrigas rasgadas por baionetas, e crianças foram mortas em frente a suas mães. Uma comissão britânica que entrevistou sobreviventes alguns dias depois, conclui que "muitas atrocidades sexuais foram cometidas pelos atacantes judeus; muitas mulheres foram estupradas e depois trucidadas. Mulheres idosas também foram molestadas". Alguns corpos foram encontrados com mais de 60 tiros, ou com membros mutilados. Quinze casas foram dinamitadas, incluindo a casa do muktar, enquanto as demais foram saqueadas.
De acordo com o médico da Cruz Vermelha, Dr. Jacques de Reynier, de origem suíça: 
| “ | A limpeza foi feita com metralhadoras e depois granadas de mão. Foi terminada com facas, qualquer um podia ver isso. | ” |

O médico suíço ficou particularmente chocado por uma das terroristas que segurava uma faca.
| “ | Uma bonita jovem israelense com olhos criminosos, mostrou-me uma faca com sangue ainda pingando, ela me mostrava aquilo como se fosse um troféu. | ” |

O comportamento dos terroristas sionistas lembrou o Dr. Reynier de seu serviço durante a Segunda Guerra Mundial, quando lhe veio a mente uma cena em que viu "um jovem nazista apunhalar um casal de velhos sentados em frente de sua cabana".
O saldo do massacre foi de centenas de civis palestinos mortos, grande parte constituída por crianças, mulheres e idosos. Os sobreviventes fugiram aterrorizados, abandonando a aldeia e disseminando o pânico entre a população palestina.

## Repúdio internacional

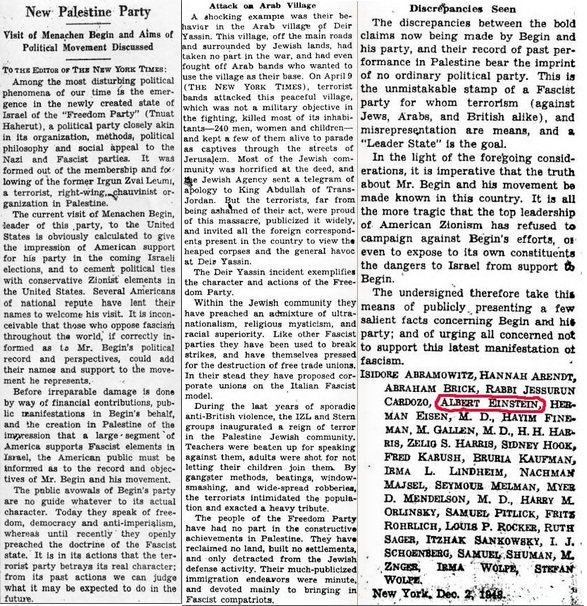
Abra para ler o The New York Times descrevendo o Massacre de Deir Yassin, bem como a carta de repúdio.

Mais de vinte intelectuais judeus proeminentes condenaram o Irgun e o Lehi por sua participação no massacre de Deir Yassin em uma carta aberta ao The New York Times. A carta foi assinada por mais de vinte intelectuais judeus proeminentes, incluindo Albert Einstein, Hannah Arendt, Zellig Harris e Sidney Hook.
| “ | Um exemplo chocante foi o comportamento deles na vila árabe de Deir Yassin. Essa vila, fora das estradas principais e cercada por terras judaicas, não participou da guerra e até lutou contra bandos árabes que queriam usar a vila como base. Em 9 de abril, bandos terroristas atacaram essa vila pacífica, que não era um objetivo militar na luta, mataram a maioria de seus habitantes (240 homens, mulheres e crianças) e mantiveram alguns deles vivos para desfilar como prisioneiros pelas ruas de Jerusalém. A maioria da comunidade judaica ficou horrorizada com o ato, e a Agência Judaica enviou um telegrama de desculpas ao Rei Abdalá da Transjordânia. Mas os terroristas, longe de se envergonharem de seu ato, estavam orgulhosos desse massacre, o divulgaram amplamente e convidaram todos os correspondentes estrangeiros presentes no país para ver os cadáveres amontoados e a devastação geral em Deir Yassin. Durante os últimos anos de violência antibritânica esporádica, os grupos I.Z.L. e Stern inauguraram um reinado de terror na comunidade judaica da Palestina. Professores foram espancados por falarem contra eles, adultos foram baleados por não deixarem seus filhos se juntarem a eles. Por métodos de gangsters, espancamentos, quebra de janelas e roubos generalizados, os terroristas intimidaram a população e exigiram um pesado tributo. Dentro da comunidade judaica, eles pregaram uma mistura de ultranacionalismo, misticismo religioso e superioridade racial. | ” |